# Carlos Villasís Endara
Carlos Alfonso Villasís Endara (Bahía de Caráquez, 17 de noviembre de 1930 - Quito, 27 de enero de 2023) fue un escritor, poeta y reconocido crítico de arte ecuatoriano. Escribió narrativa de no ficción, discursos, poemas, críticas artísticas y memorias. Creador de la "Fundación Villasís Endara" que cuenta con un incalculable valor cultural. Conocido familiarmente y por sus amigos como Carlucho Villasís.

## Biografía
Escritor ecuatoriano incursionó en géneros como: poesía, teatro, novela, cuento. Fundador del Grupo Literario "Galaxia", miembro del Grupo "Caminos", vicepresidente de la Casa de la Cultura Ecuatoriana sede Cotopaxi, fue parte de la Sociedad Jurídico-Literaria, miembro de Honor de la Asociación de Artistas Plásticos del Ecuador.
Organizó la "Primera Bienal de Quito - Sudamericana de Pintura", en 1968. Fue fundador del Museo de Arte Latinoamericano y Secretario del "Instituto de Artesanías y Manualidades Populares y de Artes Plásticas".

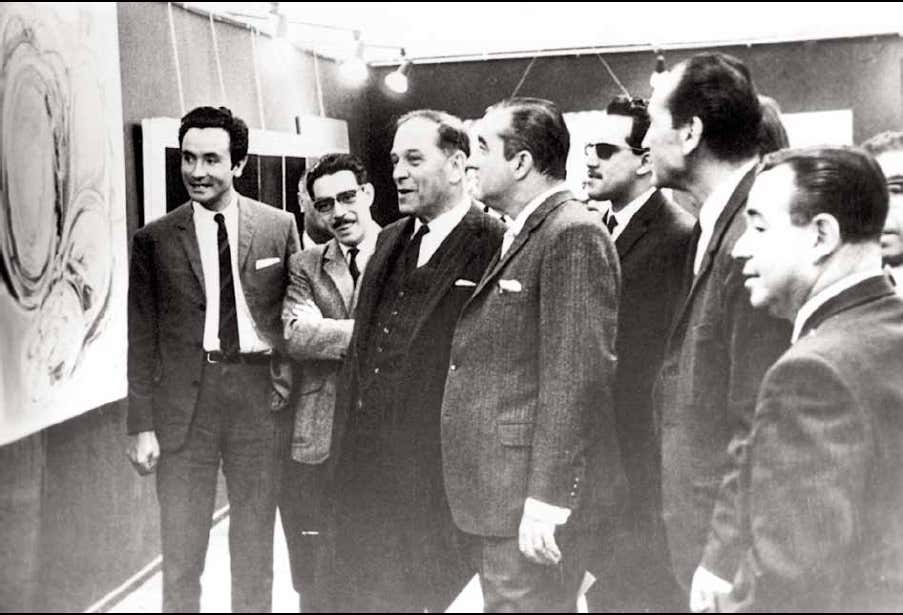
Primera Bienal de Quito, 1968. De izquierda a derecha: Carlos Villasís Endara, Fernando Tinajero, Benjamín Carrión, Otto Arosemena (Presidente de la República del Ecuador), Diógenes Paredes

Delegado a las "Olimpiadas Culturales de México" en 1969. Director de Museo de Arte Moderno Hispanoamericano de la Casa de la Cultura Ecuatoriana, Quito, 1969. Fue nombrado ante la UNESCO, Comisario por el Ecuador para la "Protección de Bienes Culturales en caso de guerra" en París, Francia 1971. Durante su paso por Europa fue nombrado Miembro Vitalicio de la Academia “Federico Chopin” en Polonia.
Fue Coordinador General y Director de Museos de la Casa de la Cultura Ecuatoriana. Fue reconocido por el Consejo Provincial de Cotopaxi por sus obras Los Obscuros Caminos de la Gloria y la novela Las Cometas se Enredan en el Verano.
Fue funcionario del Instituto Nacional de Patrimonio Cultural, Quito.
En la nota editorial de su libro Teatro (1970), el escritor Edmundo Ribadeneira señala: 

“Una de las personas más preocupadas porque la Sección de Artes Plásticas de la Casa de la Cultura destaque por su actividad permanente, es Carlos Villasis, cumplido y entusiasta funcionario de la Institución. Verle organizando exposiciones, montando y desmontando cuadros, atendiendo al público visitante, es cosa de todos los días, además de los otros menesteres con que Carlos Villasís cubre las obligaciones de Prosecretario de la Casa de la Cultura...”.

Su Novela Manuel Pérez, Comisario de Condora fue seleccionado con "Mención de Honor" en el concurso de la "Bienal de Novela" organizado por la Casa de la Cultura Ecuatoriana. Se ambienta en los años treinta en un sector rural llamado Condora (es comparada con Macondo), donde el protagonista es un hombre, con una vida inútil, con problemas, derrotas y triunfos, su existencia es corrompida por la política que busca salvar su mundo a costa del servilismo y abyección.

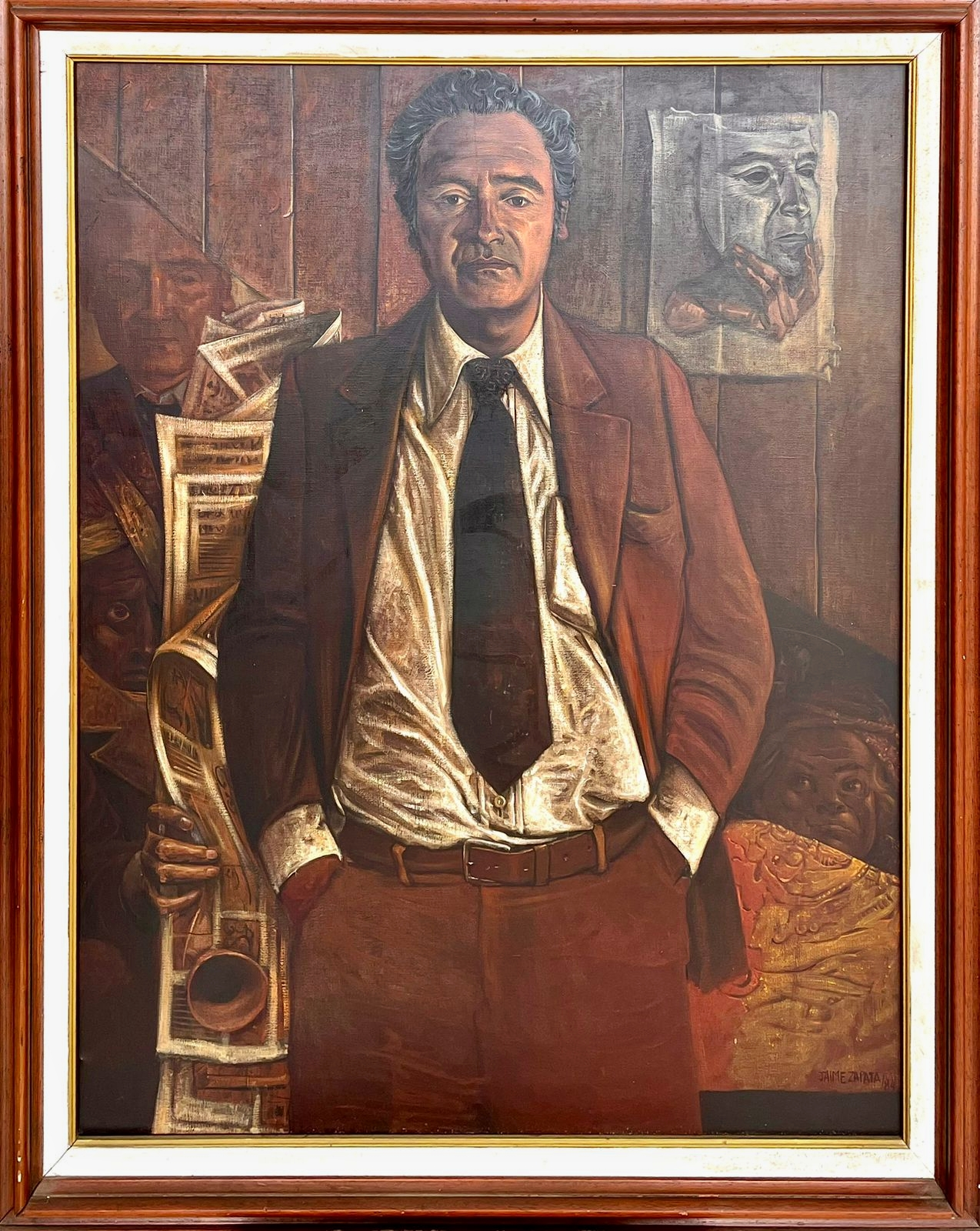
Retrato de Carlos Villasís Endara

Carlos Villasís Endara fue un escritor autodidacta, que buscó diversos rumbos y facetas en el ámbito literario. Fue un "trabajador de la cultura" y continuó su tarea de escritor hasta sus últimos días. Uno de sus últimos libros publicados fue El Juego de las Equivocaciones publicado en el 2010.
Fue miembro de la Asociación Internacional de Críticos de Arte (AICA). En el [2011] ganó el primer lugar del "XII Concurso Nacional de Literatura" (género Poesía), con su poemario Vaticinios del tiempo y las memorias organizado por la Casa de la Cultura Ecuatoriana.

## Premios, reconocimientos y homenajes
- Premio Único Nacional Concurso de Poesía Homenaje Universidades de Guayaquil y Cuenca en Guayaquil (1967).
- Tercer Premio Concurso Hispanoamericano de Poesía Carabela de Plata en Barcelona (1968).
- Tercer Premio Nacional Primera Bienal de Novela organizado por la Casa de la Cultura Ecuatoriana en Quito (1970).
- Premio en el Concurso Narraciones Hispanoamericanas de Tradición Oral por el cuento Cuyana en Barcelona (1973).
- Segundo Premio Nacional de Teatro organizado por la Casa de la Cultura Ecuatoriana en Quito (1976).
- Primer lugar del "XII Concurso Nacional de Literatura" (género Poesía), con su poemario Vaticinios del tiempo y las memorias, organizado por la Casa de la Cultura Ecuatoriana en Guayaquil (2011).[5]

## Obras
- Cuna de Héroes (1963, relato histórico).
- Correspondencia Extraviada (1964, poesía).
- Semblanza del General Alberto Enríquez Gallo (1965, biografía).
- Odisea XX (1965, poesía).
- Territorio de espigas (1966, poesía).
- Cuentos (1967, dos cuentos).
- El Pozo (1968, relatos).
- Teatro (1970, cuatro piezas de teatro:  El Hombre de la Máscara, En Cualquier Lugar del Mundo, El Hombre que Cambió su Sombra, San Juan de las Manzanas).
- Manuel Pérez, Comisario de Condora (1970, novela).
- Las Manos Anónimas (1971, poesía).
- La Rebelión de los Gritos (1971, poesía).
- Un hombre muerto a puntapiés. Guión Cinematográfico (1972, Letras del Ecuador, num 152, pp 18-72 sobre la obra de Pablo Palacio).[6]
- El Mar, un Caracol en el Corazón de un Niño (1975, cuento, en la recopilación "Cuentos del Mar: Varios Autores").
- Los Caminos Oscuros de la Gloria y Otras Piezas de Teatro (1978, teatro).
- Las Cometas se Enredan en el Verano (1980, cuentos).
- El País de los Sueños Perdidos (1984).
- Quito, Patrimonio Cultural de la Humanidad (1988).
- Navarro, el Arte de la Investigación (semblanza biográfico - crítica), (1988).
- Las Raíces del Sol (1995, poema cíclico).
- El Juego de las Equivocaciones (2010).
- Muestra Retrospectiva Veintiséis Pintores: Caminos, Grupo Literario y Artístico Sesenta Años (2010).
- Vaticinios del Tiempo y las Memorias (2011, poemario). ISBN 978-9978-12-080-4, ISBN 9978-12-080-7